# فرنتس میساروش
فرنتس میساروش (مجاری: Ferenc Mészáros؛ زادهٔ ۱۱ آوریل ۱۹۵۰) بازیکن فوتبال اهل مجارستان بود.
از باشگاه‌هایی که در آن بازی کرده‌است می‌توان به باشگاه ورزشی فارنسی، باشگاه ورزشی واشاش، باشگاه فوتبال ویتوریا ستوبال، باشگاه فوتبال اسپورتینگ، و باشگاه فوتبال دیوری ای‌تی‌او اشاره کرد.
وی همچنین در تیم ملی فوتبال مجارستان بازی کرده‌است.